# 曽国藩故居

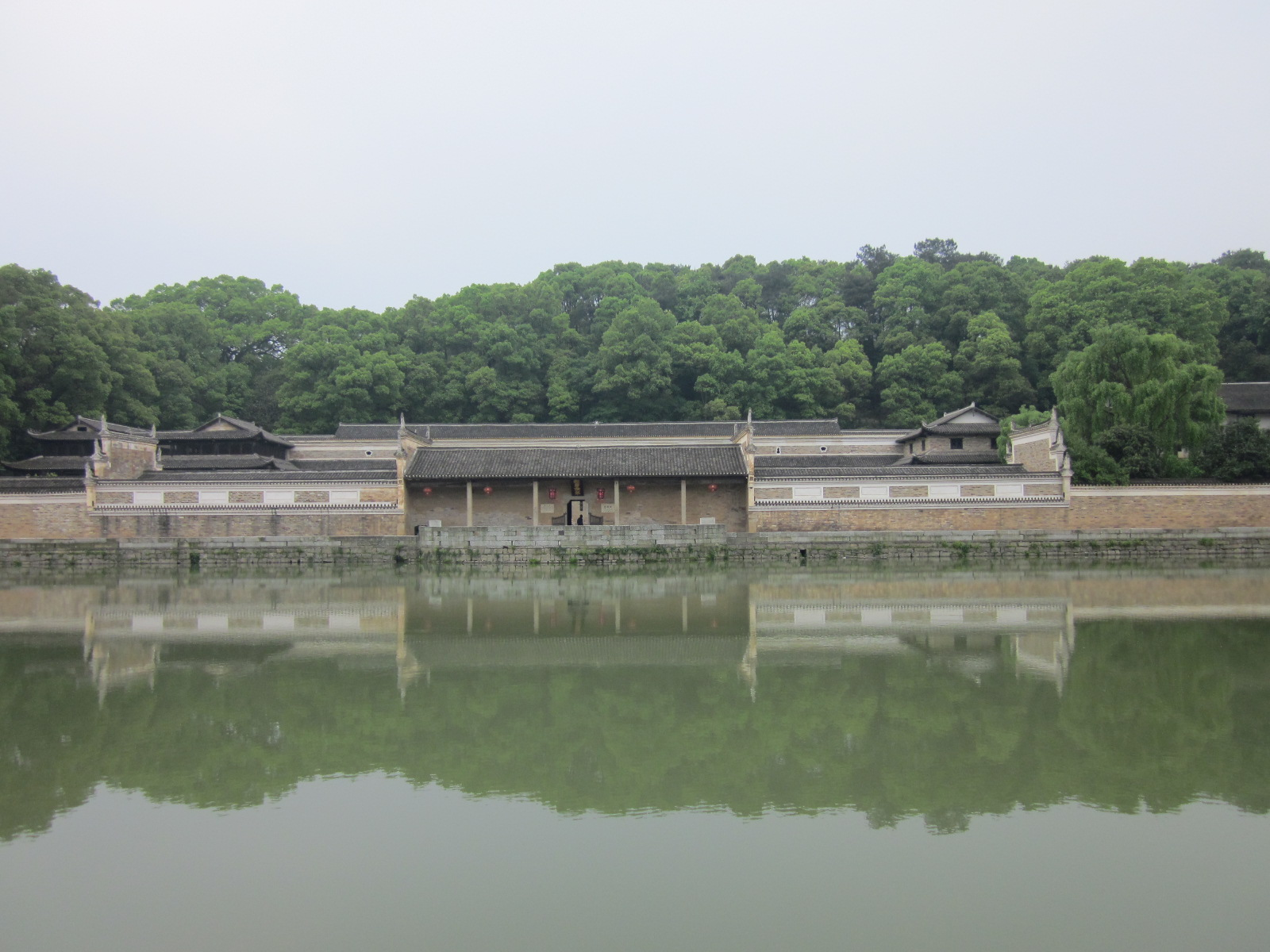
曽国藩故居。

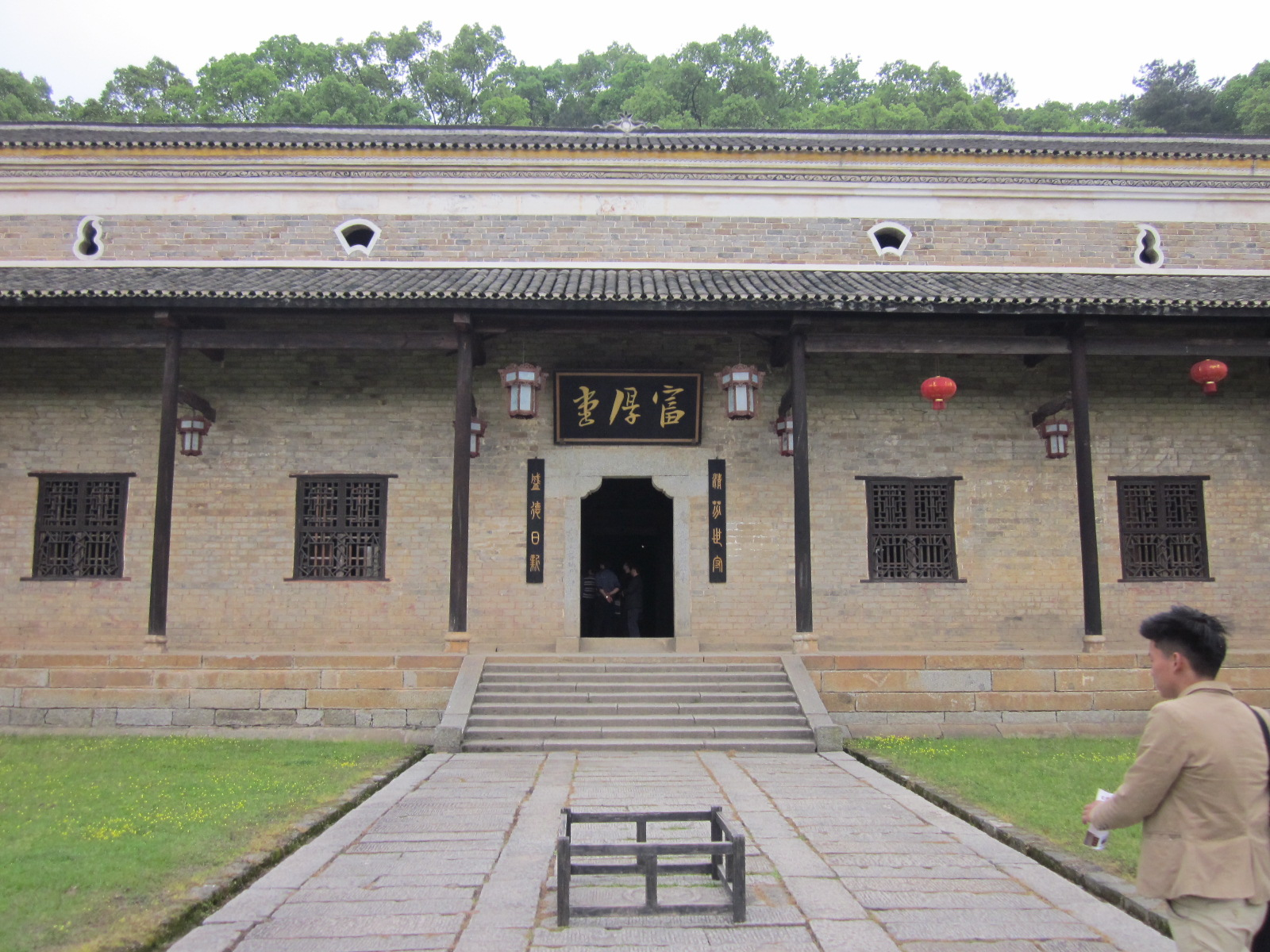
富厚堂。

曽国藩故居（そうこくはんこきょ）は、清の両江総督・直隷総督の曽国藩の生家である。湖南省婁底市双峰県（曽国藩誕生当時は湘郷県）荷葉鎮富托村に位置する。敷地面積は9202.86m2。故居は土木構造の家で、壁も磚でできている。家の前には池があり、家の裏には山が隣接している。

## 歴史
- 1865年（同治四年）、故居設立。
- 国民政府は故居を国家文物保護単位に認定した。
- 1996年、湖南省人民政府は故郷を湖南省文物保護単位に認定した。
- 2006年、中華人民共和国国務院は故郷を第六批全国重点文物保護単位に認定した。

## 周辺建築
- 曽氏十堂：富厚堂、白玉堂、黄金堂、大夫第（敦徳堂、奨善堂）、万宜堂、修善堂、有恒堂、華祝堂、文吉堂
- 曽氏祖墳
- 秋瑾故居
- 蔡暢故居